# Министерство образования и по делам детей Исландии
Министерство образования и по делам детей Исландии (исл. Mennta- og barnamálaráðuneytið) отвечает за вопросы образования детей и молодёжи, включая вопросы дошкольного образования, начальных и средних школ, художественных школ и народных школ (lýðskóli), а также вопросы, связанные с услугами для детей и молодёжи, такие как защита детей и интеграция услуг в их интересах. Министерство образования и по делам детей также занимается вопросами спорта и молодёжи. Образование на уровне средней школы, будь то академическое, профессиональное или художественное, находится в ведении министерства.
Министр осуществляет общее руководство Министерством и отвечает за всю его административную деятельность. Все повышения по службе производятся от имени министра.
С 23 марта 2025 года министром образования и по делам детей Исландии является Гвюдмюндюр Инги Кристинссон. Обязанности министра определены в Указе Президента № 9/2025 о внесении изменений в Указ Президента № 6/2025 о разделении министерских обязанностей (вступил в силу 23 марта 2025 года).
Задачи министерства определены в Указе Президента № 6/2022 о разделении государственных дел между министерствами в Кабинете министров Исландии от 31 января 2022 года (вступил в силу 1 февраля). Внесены изменения Указом Президента № 2/2023 (вступил в силу 27 января 2023 года), Указом Президента № 8/2024 (вступил в силу 21 февраля 2024 года) и Указом Президента № 113/2024 (вступил в действие 1 сентября 2024 года).